# سوآسرانا (مانجا)
سوآسرانا (به لاتین: Soaserana) یک منطقهٔ مسکونی در ماداگاسکار است که در مانجا واقع شده‌است. سوآسرانا ۱۱٬۰۰۰ نفر جمعیت دارد و ۱۴۴ متر بالاتر از سطح دریا واقع شده‌است.